# Knock-Out Dugan's Find
Knock-Out Dugan's Find è un cortometraggio muto del 1915.

## Produzione
Il film fu prodotto dalla Selig Polyscope Company.

## Distribuzione
Distribuito dalla General Film Company, il film - un cortometraggio di 150 metri - uscì nelle sale cinematografiche statunitensi il 4 settembre. Non si conosce il nome del regista del film basato su una storia di Roy L. McCardell.
Nelle proiezioni, veniva programmato con il sistema dello split reel, accorpato in un'unica bobina con un altro cortometraggio prodotto dalla Selig, la commedia The Awful Adventures of an Aviator.